# 哈只哈心
哈只哈心（1152年—1268年），阿鲁浑氏，西域人，元朝人物。
成吉思汗征西域，哈只哈心扼守阿姆河，筑垒坚守，力屈归降。成吉思汗按剑相问，先斩断他的头发将要杀他。哈只哈心以各为其主，所恨籍籍无名相答。成吉思汗把他放了。他进言要招降坚固的失剌子城。成吉思汗驻兵马鲁城，派哈只哈心单骑到失剌子招降，城主最终投降。于是让他领怯伶口。成吉思汗班师，哈只哈心隶属于皇孙旭烈兀部下。至元五年（1268年），哈只哈心卒，时年一百一十七岁。
子孙
- 阿散，大名路税课提领，阿散二子以荀为氏
  - 昭都刺，大都路警巡达鲁花赤
  - 凯霖，彰符路达鲁花赤

## 延伸阅读
[在维基数据编辑]
 《新元史/卷131》，出自柯劭忞《新元史》